# Arcis-le-Ponsart
Arcis-le-Ponsart és un municipi francès, situat al departament del Marne i a la regió del Gran Est. L'any 2007 tenia 267 habitants.

## Demografia

### Població
El 2007 la població de fet d'Arcis-le-Ponsart era de 267 persones. Hi havia 84 famílies, de les quals 16 eren unipersonals (4 homes vivint sols i 12 dones vivint soles), 36 parelles sense fills i 32 parelles amb fills.
La població ha evolucionat segons el següent gràfic:
Habitants censats

### Habitatges
El 2007 hi havia 128 habitatges, 90 eren l'habitatge principal de la família, 37 eren segones residències i 1 estava desocupat. 123 eren cases i 5 eren apartaments. Dels 90 habitatges principals, 73 estaven ocupats pels seus propietaris, 10 estaven llogats i ocupats pels llogaters i 6 estaven cedits a títol gratuït; 4 tenien dues cambres, 6 en tenien tres, 21 en tenien quatre i 58 en tenien cinc o més. 69 habitatges disposaven pel capbaix d'una plaça de pàrquing. A 38 habitatges hi havia un automòbil i a 42 n'hi havia dos o més.

### Piràmide de població
La piràmide de població per edats i sexe el 2009 era:
| Homes | Edats   | Dones |
| ----- | ------- | ----- |
| 0     | 95 o +  | 0     |
| 0     | 90 a 94 | 4     |
| 0     | 85 a 89 | 8     |
| 0     | 80 a 84 | 12    |
| 0     | 75 a 79 | 8     |
| 8     | 70 a 74 | 24    |
| 4     | 65 a 69 | 8     |
| 8     | 60 a 64 | 4     |
| 4     | 55 a 59 | 12    |
| 8     | 50 a 54 | 4     |
| 12    | 45 a 49 | 8     |
| 12    | 40 a 44 | 24    |
| 4     | 35 a 39 | 4     |
| 8     | 30 a 34 | 16    |
| 4     | 25 a 29 | 4     |
| 4     | 20 a 24 | 4     |
| 4     | 15 a 19 | 4     |
| 4     | 10 a 14 | 8     |
| 12    | 5 a 9   | 4     |
| 4     | 0 a 4   | 4     |

## Economia
El 2007 la població en edat de treballar era de 155 persones, 114 eren actives i 41 eren inactives. De les 114 persones actives 102 estaven ocupades (56 homes i 46 dones) i 12 estaven aturades (7 homes i 5 dones). De les 41 persones inactives 13 estaven jubilades, 11 estaven estudiant i 17 estaven classificades com a «altres inactius».

### Ingressos
El 2009 a Arcis-le-Ponsart hi havia 88 unitats fiscals que integraven 250 persones, la mediana anual d'ingressos fiscals per persona era de 20.809 €.

### Activitats econòmiques
Dels 12 establiments que hi havia el 2007, 1 era d'una empresa alimentària, 1 d'una empresa de fabricació d'altres productes industrials, 4 d'empreses de construcció, 3 d'empreses de comerç i reparació d'automòbils, 1 d'una empresa d'informació i comunicació i 2 d'empreses de serveis.
Dels 4 establiments de servei als particulars que hi havia el 2009, 1 era un taller de reparació d'automòbils i de material agrícola, 1 fusteria i 2 electricistes.
L'únic establiment comercial que hi havia el 2009 era una joieria.
L'any 2000 a Arcis-le-Ponsart hi havia 11 explotacions agrícoles que ocupaven un total de 952 hectàrees.

## Poblacions més properes
El següent diagrama mostra les poblacions més properes.